# Котези (община Требине)
Котези (на сръбски: Kotezi) е село в Босна и Херцеговина, разположено в община Требине, в ентитета на Република Сръбска. Населението му според преброяването през 2013 г. е 15 души, от тях: 15 (100,00 %) сърби.

## Население
Численост на населението според преброяванията през годините:
- 1961 – 178 души
- 1971 – 110 души
- 1981 – 50 души
- 1991 – 22 души
- 2013 – 15 души